# Raphael Kofler
Raphael Kofler (* 26. April 2005 in Meran) ist ein italienischer Fußballspieler, der beim FC Südtirol unter Vertrag steht.

## Vereinskarriere
Raphael Kofler spielte ab 2015 in der C-Jugend des FC Südtirol und durchlief dort alle Jugendmannschaften. Am 29. August 2023 unterschrieb er seinen ersten Profivertrag, der bis zum 30. Juni 2028 gültig ist.

## Nationalmannschaft
Am 14. Februar 2024 gab Kofler sein Debüt für die italienische U19-Nationalmannschaft, als er in der 70. Minute beim 3:0-Testspielsieg gegen Österreich eingewechselt wurde.